# 2014년 러시아 반전 시위
2014년 러시아 반정부 시위는 2014년 러시아의 우크라이나 군사 개입에 대해 반대하는 시위이다. 반전 시위대는 3월 2일 두 번의 행진을 실시했다. 평화의 행진이라고 이름붙여진 3월 15일의 시위는 2014년 크림 주민 투표 하루 전 일어났다. 이 시위는 2011년 러시아 의회선거에서 통합 러시아의 부정 선거에 항의하여 러시아 반정부파가 일으킨 2011~2013년 러시아 반정부 시위 이후 가장 큰 시위이다. 로이터 통신은 3월 15일 시위에서 약 30,000명이 참여했다고 추산하고 있다.

## 연표

### 3월 2일 시위
모스크바에 위치한 러시아 국방부 건물 앞에서 반전 시위가 일어났다. 수십명이 이 시위에 참가했다. 모스크바 경찰은 "공공 질서 파괴"를 이유로 시위대 50명을 체포했다고 주장했다. 경찰이 구금한 사람들을 추적한 인권 단체 Ovdinfo.org는 국방부 앞 시위에서 약 130명이 구금되었다고 말했다.
또한, 모스크바 크렘린과 붉은 광장 근처의 마네즈나야 광장에서도 시위가 발생했다. 경찰은 마네즈나야 광장에서 시위한 시위대 230명을 구금했으며 이들 중 몇몇은 연금 중이라고 말했다.

### 3월 15일 평화의 행진 시위
일부 목격자 및 언론은 약 100,000명이 이 행진 시위에 참가했다고 주장했으며, 따라서 이 시위는 모스크바에서 몇 년 만에 처음으로 가장 크게 벌어진 러시아 반정부 시위가 되었다.

## 참고 출처
- Thousands Attend Anti-War Rally
- Ukraine crisis triggers Russia's biggest anti-Putin protest in two years 보관됨 2014-11-29 - 웨이백 머신
- Muscovites march for and against Putin's Crimean policies 보관됨 2014-03-16 - 웨이백 머신
- Thousands attend Putin protest rally in Moscow
- Tens Of Thousands Rally In Russia, Ukraine Ahead Of Referendum